# Microrégion de Quirinópolis
La microrégion de Quirinópolis est l'une des six microrégions qui subdivisent le sud de l'État de Goiás au Brésil.
Elle comporte 9 municipalités qui regroupaient 113 424 habitants en 2010 pour une superficie totale de 16 068 km2.

## Municipalités[1]
- Cachoeira Alta
- Caçu
- Gouvelândia
- Itajá
- Itarumã
- Lagoa Santa
- Paranaiguara
- Quirinópolis
- São Simão